# Bully-Grenay Communal Cemetery, British Extension
Bully-Grenay Communal Cemetery, British Extension is een Britse militaire begraafplaats met graven uit de Eerste Wereldoorlog, gelegen in de gemeentelijke begraafplaats van de Franse gemeente Bully-les-Mines (Pas-de-Calais). Ze ligt 375 m ten noordwesten van het centrum (kerk) van de gemeente. De begraafplaats werd ontworpen door Edwin Lutyens en wordt onderhouden door de Commonwealth War Graves Commission. Enkele tientallen meters noordwestelijker liggen nog Britse graven in het gedeelte met de Franse militaire graven (zie Bully-Grenay Communal Cemetery, French Extension). 
Er worden 764 slachtoffers (waaronder 141 niet geïdentificeerde) herdacht. 

## Geschiedenis
Bully-Grenay is de naam van het treinstation dat beide gemeenten bedient op de lijn Hazebroek-Arras. Die dubbele naam werd door de troepen aan deze begraafplaats gegeven. Ze werd eind april 1916 gestart en gebruikt tot oktober van dat jaar.
Vanaf april 1917 tot maart 1918 werd ze hoofdzakelijk gebruikt voor het begraven van slachtoffers van artillerie eenheden. Na de wapenstilstand werden nog doden bijgezet die afkomstig waren van geïsoleerde graven. Vanuit het kerkhof van Grenay dat door artillerievuur werd beschadigd en gesloten, werden 3 graven overgebracht en 1 graf uit Sallaumines Communal Cemetery, German Extension. Voor 1 Brit en 1 Canadees werd een Special Memorial opgericht omdat hun graven in Sallaumines niet meer gelokaliseerd konden worden.
Er liggen nu 591 Britten en 172 Canadezen begraven. Er ligt ook 1 slachtoffer uit de Tweede Wereldoorlog.

## Graven

### Onderscheiden militairen
- Reginald Ruddle, luitenant bij de Rifle Brigade werd onderscheiden met het Military Cross (MC).
- E.W.A. Lester, sergeant bij de Royal Engineers en Robert Rankin, regiment sergeant-majoor bij het Queen's Own (Royal West Kent Regiment) werden onderscheiden met de Distinguished Conduct Medal (DCM). Laatstgenoemde ontving deze onderscheiding tweemaal (DCM and Bar).
- de onderluitenants Louis Clifford Fitch en Percival Charles Stevens, sergeanten Henry Garlick en T. Harris, korporaal P.T. Martin en de soldaten C. Roberts, W.W. Paine, Charles Morrison Whyte, George Henry Ogden en H. Rush ontvingen de Military Medal (MM).

### Minderjarige militairen
- onderluitenant John Raymond B. Savage, schutter H. Whimpanny en de soldaten Leonard J. Hayward en Reginald Daniel Jones waren 17 jaar toen ze sneuvelden.

### Alias
- sergeant Andrew Findlay Madden diende onder het alias A. Findlay bij de Royal Field Artillery.

### Gefusilleerde militairen
- John Smith, soldaat bij het 1st Bn. Loyal North Lancashire Regiment werd wegens desertie gefusilleerd op 2 juli 1916.
- Elsworth Young, soldaat bij het 25th Bn. Canadian Expeditionary Force, werd wegens desertie gefusilleerd op 29 oktober 1916. Hij was 19 jaar.
- David Stevenson, soldaat bij het 13th Bn. Middlesex Regiment, werd wegens desertie gefusilleerd op 18 juli 1918. Hij was 23 jaar.[2]